# Celestino Bayo Lucía
Celestino Bayo Lucía fue el primer aviador español caído en acto de servicio, en 1912.
Su fallecimiento sensibilizó a la opinión pública sobre los riesgos de la aviación, y llevó a la introducción de importantes reformas en la legislación que reconocieron la peligrosidad y penosidad de los que se dedicaban a volar aparatos más pesados que el aire.

## Alumno de la Aeronáutica Militar
El Capitán de Infantería Celestino Bayo Lucía se incorporó como alumno a la Segunda Promoción de Aviadores Militares, en 1912. El día 27 de junio llevaba ya ejecutados 110 vuelos, 47 como pasajero y 63 solo en el aparato, considerando los profesores que estaba preparado para intentar las próximas pruebas de piloto.

## El accidente
Esa tarde recibió la orden de realizar un ocho en el aire si encontraba buenas condiciones atmosféricas, debiendo desistir en caso contrario. El biplano Farman nº 3 había hecho varios vuelos por la mañana y el piloto Eduardo Barrón acababa de volar con él para ver el estado del avión y poder apreciar las condiciones atmosféricas, como era práctica habitual antes de los vuelos de los alumnos.
Poco después de haber despegado de Cuatro Vientos se precipitó con el avión, falleciendo en el Hospital Militar de Carabanchel dos días más tarde.
El Coronel Vives, Jefe de la Aeronáutica Militar describió el accidente como literalmente sigue:
"Salió Bayo con el citado biplano elevándose a unos 15 metros, viró a la izquierda en el punto acostumbrado y regresó hacia el punto de partida apreciándose que efectuaba unas inclinaciones laterales que parecían indicar que venía encabritado, pareció que empezaba a virar a la derecha e inmediatamente inició el movimiento contrario con gran rapidez, inclinándose el aparato hasta caer de cabeza en el suelo, casi vertical. El choque, que fue sumamente violento, ocurrió a las 19:31 y el capitán Bayo, echado boca abajo, tenía fracturados ambos fémures por sus tercios inferiores, saliendo al exterior los extremos de los huesos y estaba sin sentido por efecto de la conmoción cerebral".
Según el Coronel Vives, el Capitán Bayo era de carácter impetuoso lo que, en ocasiones, le llevaba a precipitarse y tratar de ir más deprisa de lo que hubiera convenido. Después de cada una de sus caídas fue felicitado por salir ileso pero, al mismo tiempo, tanto su hermano Alfonso como Vives le advirtieron de que refrenara sus ímpetus.
En cuanto a las causas, siempre según Vives “El accidente debe racionalmente atribuirse a una falsa maniobra del aviador, análoga a las que le ocasionó las dos caídas anteriores. Probablemente corrigió demasiado bruscamente el encabritamiento del aparato y provocó la caída por medio de esta falsa maniobra” y concluía: “Es un accidente doloroso y lamentable en extremo, pero el estado actual de la aviación, si bien con prudencia pueden esta clase de accidentes reducirse a un mínimo, no hay medio de evitarlos en absoluto”.

## Consecuencias
El accidente de Bayo provocó una espectacular y rápida reacción que llegó al Congreso de los Diputados, donde se dio entrada a un proyecto de ley, presentado por el ministro de la Guerra, “considerando de campaña el servicio de aviación militar”, que fue aprobado.